# Coppa del mondo di arrampicata 1990
La Coppa del mondo di arrampicata 1990 si è disputata dal 27 aprile al 14 dicembre, nell'unica disciplina lead.

## Tappe
La Coppa si è disputata su 6 gare.
| # | Data        | Città                | Nazione     |
| - | ----------- | -------------------- | ----------- |
| 1 | 27 aprile   | Vienna               | Austria     |
| 2 | 27 luglio   | Madonna di Campiglio | Italia      |
| 3 | 17 agosto   | Berkeley             | Stati Uniti |
| 4 | 2 novembre  | Norimberga           | Germania    |
| 5 | 16 novembre | Lione                | Francia     |
| 6 | 14 dicembre | Barcellona           | Spagna      |

## Classifica maschile lead
| Pos.                                                                        | Atleta           | AUT      | ITA      | USA     | GER         | FRA | ESP | Punti |
| --------------------------------------------------------------------------- | ---------------- | -------- | -------- | ------- | ----------- | --- | --- | ----- |
| 1                                                                           | François Legrand | ?        | 1        | 2       | 1           | 2   | 3   | 93    |
| 2                                                                           | Jacky Godoffe    | 1        | 4        |         |             |     | 1   | 64    |
| 3                                                                           | Jim Karn         | ?        | 5        | ?       | ?           | ?   | 2   | 61    |
| 4                                                                           | Simon Nadin      | 5        | ?        | 1       | ?           | 5   | ?   | 55    |
| 5                                                                           | Didier Raboutou  | ?        | 3        | ?       | ?           | 1   | ?   | 54    |
| Pos.                                                                        | Atleta           | AUT      | ITA      | USA     | GER         | FRA | ESP | Punti |
| \| Legenda \| 1º posto \| 2º posto \| 3º posto \| A punti \| Senza punti \| |                  |          |          |         |             |     |     |       |
| Legenda                                                                     | 1º posto         | 2º posto | 3º posto | A punti | Senza punti |     |     |       |

## Classifica femminile lead
| Pos.                                                                        | Atleta             | AUT      | ITA      | USA     | GER         | FRA | ESP | Punti |
| --------------------------------------------------------------------------- | ------------------ | -------- | -------- | ------- | ----------- | --- | --- | ----- |
| 1                                                                           | Isabelle Patissier | 5        | 1        | 3       | 1           | 2   | 2   | 106   |
| 1                                                                           | Lynn Hill          | 2        | 3        | 2       |             | 1   | 1   | 106   |
| 3                                                                           | Nanette Raybaud    | 1        | 5        | 1       | 3           | ?   | 4   | 94    |
| 4                                                                           | Robyn Erbesfield   | 3        | ?        | ?       | 2           | 4   | ?   | 76    |
| 5                                                                           | Luisa Iovane       | 5        | 2        | ?       | ?           | 5   | 5   | 70    |
| Pos.                                                                        | Atleta             | AUT      | ITA      | USA     | GER         | FRA | ESP | Punti |
| \| Legenda \| 1º posto \| 2º posto \| 3º posto \| A punti \| Senza punti \| |                    |          |          |         |             |     |     |       |
| Legenda                                                                     | 1º posto           | 2º posto | 3º posto | A punti | Senza punti |     |     |       |